# Nederländernas riksvapen

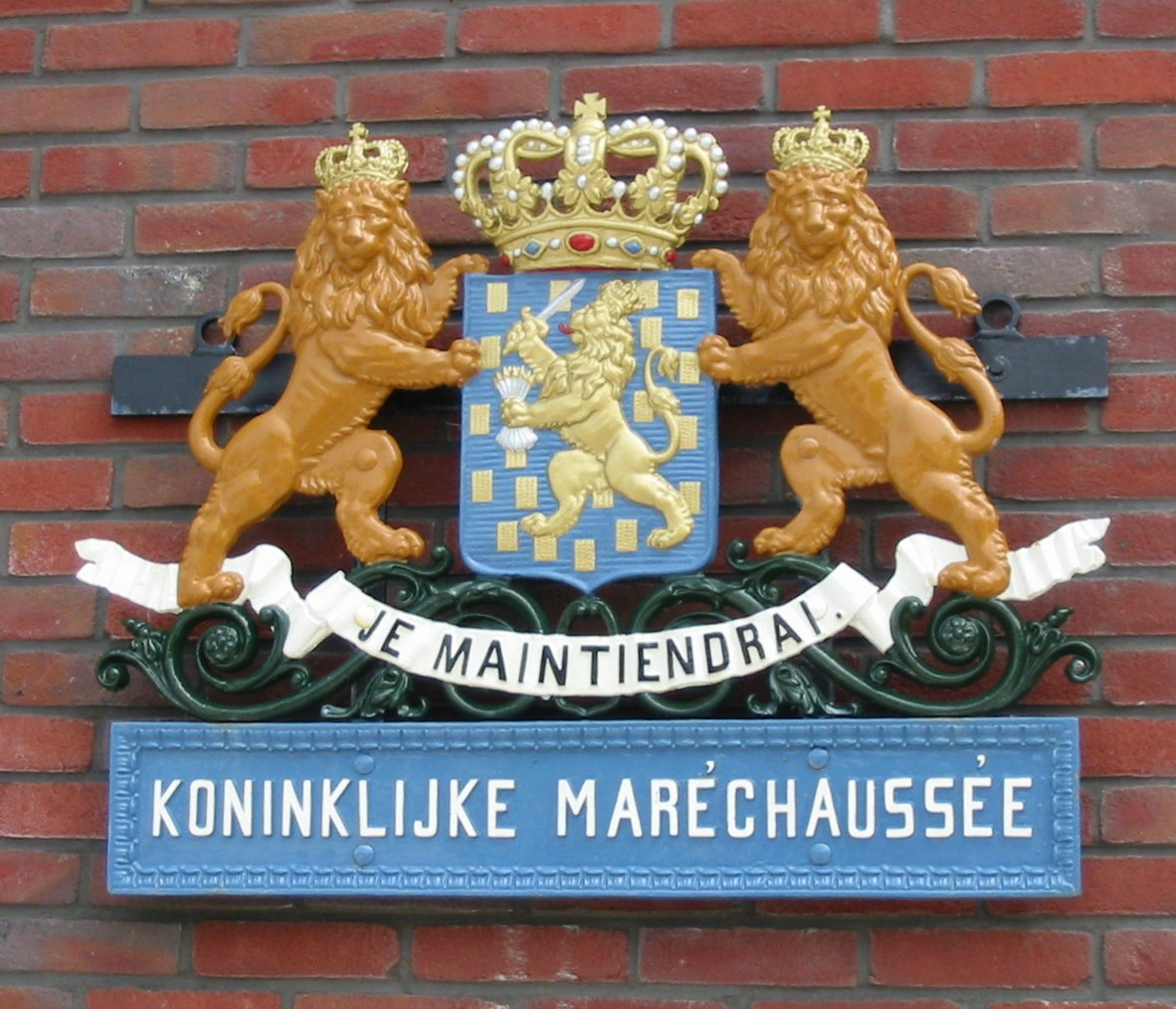
Vapnet utan baldakin ovanför en skylt

Nederländernas stora riksvapen (nederländska: Grote Rijkswapen) utgörs av monarkens, kung Willem-Alexanders, personliga vapen med husets Nassau lejon som sitt främsta märke. Lilla riksvapnet är en variant av det stora vapnet, men återges utan baldakin och ibland även utan sköldhållare.

## Blasonering[a]
På blått fält med gyllene biljetter ett upprättstående lejon i guld med röd beväring, krönt med en gyllene tretungad krona, i högra ramen ett uppåtriktat svärd i silver med hjalt i guld, i vänstra ramen ett pilknippe om sju silverpilar med gyllene spetsar och sammanbundna med ett gyllene band.
Krönt med (nederländsk) kungakrona, stödd av två upprättstående gyllene lejon med röd beväring, under skölden på blått band valspråket ”Je maintiendrai” [ungefär: jag upprätthåller eller jag står fast] i guld, alltihop på hermelinfordrat rött vapentäcke guldkantat och återigen krönt med samma kungakrona.

## Historia
Nederländerna regeras idag av en gren av huset Nassau, vars vapen har kunnat spåras tillbaka till 1250-talet. Lejonet hör till huset Nassau, medan devisen under vapnet hänger samman med grenen Oraniens vapen. De sju pilarna hör samman med den nederländska republiken av från Spanien fria provinser, vilka var sju till antalet.
Den nuvarande versionen av riksvapnet fastställdes av drottning Wilhelmina 1907 och bekräftades av drottning Juliana 1980, men är i huvudsak oförändrad sedan 1815.